# 하데르 발렌시아
하데르 발렌시아(스페인어: Jader Andrés Valencia Mena, 1999년 11월 15일~)는 콜롬비아의 축구 선수이다. 랑스와 콜롬비아 U-20 축구 국가대표팀에서 공격수로 활동하고 있다.

## 구단 경력
2020년, 보고타에서 프로 경력을 시작했다.